# Raoul Lufbery
Gervais Raoul Lufbery (Chamalières, 1885. március 14. – Mâron, 1918. május 19.) őrnagy amerikai harci pilóta volt, aki az első világháborúban, Franciaországban esett el. Ő volt az amerikai önkéntes pilóták közül az első ász.

## Pályafutása
Lufbery Franciaországban született 1885. március 14-én, anyja francia, apja, Edward Lufbery amerikai volt. Édesanyja korán meghalt, apja pedig 1890-ben újranősült, őt és két idősebb fivérét édesanyja családjára bízta, majd az Amerikai Egyesült Államokba költözött. Ott először New Yorkban és New Jersey-ben lakott, majd a connecticuti Wallingfordba költözött. Ismét megözvegyült, és bélyegügynökként dolgozott, hogy támogathassa öt gyerekét.
Raoul Lufbery tizenévesen kezdett el dolgozni Franciaországban, majd 19 éves korában elindult világot látni. Keresztülutazott Észak-Afrikán, járt Konstantinápolyban, a Balkánon és Németországban, útközben alkalmi munkából élt. 1906-ban az Egyesült Államokba utazott, hogy találkozzon apjával. Csak megérkezése után tudta meg, hogy Edward Lufbery Európába hajózott. A következő két évet Wallingfordban töltötte Charles bátyjánál és sógornőjénél, közben egy ezüstöző üzemben dolgozott.
1908-ban Kubába, New Orleansba, majd San Francicóba utazott, ahol belépett az amerikai hadseregbe. A Fülöp-szigeteken szolgált, majd leszerelése után Japánba és Kínába utazott. 1912-ben Indiában találkozott a francia pilótával, Marc Pourpéval. Lufbery Pourpe fő szerelője lett, és repülőbemutatójukkal Indiában, Kínában és Egyiptomban turnéztak. 1914 nyarán Franciaországba utaztak. Az első világháború kitörése után Purpe belépett a légierőbe, Lufbery, mivel amerikai állampolgár volt, a Francia Idegenlégióhoz csatlakozott. Lufbery, miután 1914 decemberében értesült társa haláláról, engedélyt kért és kapott arra, hogy pilótakiképzést kapjon. Először bombázógépeken repült, majd 1916 áprilisában megkezdte vadászrepülői kiképzését.
1916 májusában Raoul Lufbery őrmester csatlakozott a frissen, amerikai önkéntesekből alakult repülőszázad, az Escadrille Lafayette-hez. Lufbery 1916 októberében lelőtte az ötödik ellenséges repülőgépet, ezzel hivatalosan, a századból először ász lett. Szolgálata során igazoltan 17 ellenséges repülőt semmisített meg. 1917. november 17-én áthelyezték az amerikai légierőhöz, ahol őrnagynak nevezték ki 1918. januárban. A következő hónapokban pilótákat oktatott. Köztük volt a legeredményesebb amerikai, a 26 gépet lelövő Eddie Rickenbacker is, aki öt hónappal az első világháború vége után azt mondta kiképzőjéről, hogy „mindent, amit tanultam, Lufberytől tanultam”. Lufbery visszatért a frontra, és 1918. május 19-én felszállt utolsó bevetésére. Toul közelében rátámadt egy német megfigyelő gépre, és a tűzharc során repülője hirtelen kigyulladt. Az amerikai pilóta, annak ellenére, hogy nem volt ejtőernyője, kiugrott a lángoló, alacsonyan szálló gépből, rázuhant egy kerítésre, és azonnal meghalt. katonai tiszteletadás mellett temették el, majd 1920-ban maradványait áthelyezték az Escadrille Lafayette versailles-i emlékművéhez.